# Irbisia
Irbisia is een geslacht van wantsen uit de familie van de Miridae (Blindwantsen). Het geslacht werd voor het eerst wetenschappelijk beschreven door Odo Reuter in 1875.

## Soorten
Het genus bevat de volgende soorten:

- Irbisia bliveni Schwartz, 1984
- Irbisia brachycerus Uhler, 1872
- Irbisia californica Van Duzee, 1921
- Irbisia cascadia Schwartz, 1984
- Irbisia castanipes Van Duzee, 1921
- Irbisia cuneomaculata Blatchley, 1934
- Irbisia elongata Knight, 1941
- Irbisia fuscipubescens Knight, 1941
- Irbisia incomperta Bliven, 1963
- Irbisia knighti Schwartz & Lattin, 1984
- Irbisia limata Bliven, 1963
- Irbisia mollipes Van Duzee, 1917
- Irbisia morio (Reuter, 1909)
- Irbisia nigripes Knight, 1925
- Irbisia oreas Bliven, 1963
- Irbisia pacificus Uhler, 1872
- Irbisia panda Bliven, 1963
- Irbisia sericans (Stål, 1858)
- Irbisia serrata Bliven, 1963
- Irbisia setosa Van Duzee, 1921
- Irbisia shulli Knight, 1941
- Irbisia silvosa Bliven, 1961
- Irbisia sita Van Duzee, 1921
- Irbisia solani (Heidemann, 1910)